# Place Saint-Vincent (Nantes)
Pour les articles homonymes, voir Place Saint-Vincent.
La place Saint-Vincent est une voie de Nantes, en France.

## Situation et accès
Située dans le Centre-ville de Nantes la place Saint-Vincent, bitumée, est ouverte à la circulation automobile. Elle est desservie par les rues de Briord, Fénelon, Fanny-Peccot, Saint-Vincent et Beausoleil. Elle se situe à une centaine de mètres de l'hôtel de ville.

## Origine du nom
La place doit son nom à la présence de l'église Saint-Vincent jusqu'au début du XIXe siècle.

## Historique
Dans la première partie du Ve siècle, l'église Saint-Aubin est bâtie. Au XVIe siècle, elle change de vocable et devient l'église Saint-Vincent.
Le 23 mars 1456, le duc Pierre II de Bretagne et son épouse Françoise d'Amboise achètent l'« hôtel de Rochefort ». Cette vaste demeure et son terrain, situés à l'angle des actuelles rues Saint-Vincent et Fénelon, au nord-est de la place Saint-Vincent, est acquise par les souverains pour fonder un couvent de Clarisses (appelées « Saintes-Claires »), qui héberge à son ouverture des religieuses en provenance du monastère de Decize.
Au XVIIe siècle, l'église est reconstruite. Au nord de celle-ci, durant cette même période existait également l'hôtel de Portriq, ou hôtel d'Espinose, qui appartenait alors à Michel d'Espinose, descendant d'une famille de négociant espagnols, qui venait d'acquérir la seigneurie de la Porterie (actuel Saint-Joseph de Porterie). Il passe ensuite au marquis de Rosmadec en 1757. Cette hôtel, datant du XVe siècle, disparait en 1892.
Pendant la Révolution, l'esplanade est baptisée « place Mably », du nom de Gabriel Bonnot de Mably (1709-1785), philosophe français. Elle est désaffectée en 1791, et occupée par un club politique jusqu'en 1793 (la société Vincent-la-Montagne). Le tribunal criminel (puis cour d'assises), s'y installe entre 1795 et 1822.
Vers 1797, la « petite rue Saint-Vincent » (actuelle rue Fanny-Peccot) est percée à l'angle nord-ouest de la place.
Les religieuses de l'ordre de Notre-Dame de Charité, ou « Dames de la Retraite », s'installent dans l'hôtel de Portriq. Elle quittent ce bâtiment pour le couvent des Cordeliers en 1812.
Après le départ des religieuses, c'est le mont-de-piété qui s'installe à son tour dans cet hôtel, à partir de 1815. C'est également là que la cour d'assises s'installe, après la constatation de l'état de vétusté de l'église Saint-Vincent.
La place est touchée par les bombardements sur Nantes lors de la Seconde Guerre mondiale. À l'angle de la rue Fénelon et de la rue de Briord, un bâtiment a été entièrement détruit et est resté de longues années un square avant de recevoir une nouvelle construction.

## Bâtiments remarquables et lieux de mémoire

### Église Saint-Vincent
Dans la première partie du Ve siècle, l'église Saint-Aubin est bâtie. L'évêque de Nantes Didier y aurait déposé une relique de saint Vincent, rapportée d'Espagne.
Au XVe siècle, Pierre Landais fait construire la chapelle de Sainte-Adrien-et-Sainte-Marthe, qui donne sur la rue Beausoleil. En 1593, le Philippe-Emmanuel de Lorraine, duc de Mercœur, fait reconstruire, sur cette chapelle (ou peut-être est-ce une autre chapelle), une nouvelle, la chapelle Notre-Dame-de-la-Victoire, pour commémorer la bataille de Craon qu'il a remportée le 23 mai 1592. L'église elle-même change de vocable au XVIe siècle et devient église Saint-Vincent, puis est reconstruite au XVIIe siècle.
Lors de la Révolution, l'église est désaffectée en 1791. Le club politique « La société Vincent-la-Montagne », s'installe dans l'édifice, qu'il occupe jusqu'au 16 novembre 1793, et auquel il emprunte son nom. Le bâtiment étant jugé trop petit, ce club migre ensuite dans l'église Sainte-Croix.
Le tribunal criminel (puis cour d'assises), auparavant hébergé au château du Bouffay, s'installe dans l'ancienne église à partir de 1795, jusqu'en 1822.
Il reste des vestiges du lieu de culte au no 1 de la place, dans un restaurant, où des voûtes d'ogives de style angevin qui se trouvaient dans le chœur et l'abside sont toujours visibles.